# كشمشية
الكِشْمِشِيَّة أو الكشمشيات (الاسم العلمي: Grossulariaceae)، فصيلة نباتات شُجيرية من رتبة كاسريات الحجر.